# Francombat
O francombat é uma arte marcial francesa, semelhante ao jiu-jitsu e criado no ano 1988 por Alain Basset e Dominique Dumolin. 
O francombat é praticado no Sul de França. Pode-se encontrar escolas de francombat entre outros: em Paris, Bordeaux, e Montpellier. 
Esta arte marcial baseia-se na estratégia e na compreensão do corpo humano. Os seus instrutores levam roupas vermelhas e os outros estudantes levam verdes.
De acordo com as pessoas que praticam esta disciplina, a eficiência no combate depende de três factores: boa forma física, conhecimento das técnicas e da estratégia, e bom controlo do stress. 
O treinamento do francombat é baseado em: 
- prática intensiva desportiva,
- aprendizagem firme da técnica de combate que sempre é colocado dentro limites da estratégia que tem uma meta: a eficiência verdadeira,
- treinamento para confrontar o stress,
- aproximação conforme a lei.